# Dworzec Główny

Der Dworzec Główny (dt.: Hauptbahnhof) war der nie fertiggestellte, aber dennoch teilgenutzte Warschauer Hauptbahnhof in den Jahren vor und während des Zweiten Weltkriegs. Er gehörte zu den größten und modernsten Bahnhöfen Europas. Die Anlage lag im Innenstadtbereich Warschaus entlang der Aleje Jerozolimskie zwischen den Straßen Ulica Marszałkowska und Ulica Emilii Plater und verfügte neben einem repräsentativen Bahnhofsgebäude über unterirdische Bahnsteige.

## Geschichte
Warschau war in der zweiten Hälfte des 19. Jahrhunderts unter der Herrschaft des russischen Zarenreiches zu einem bedeutenden Verkehrsknotenpunkt geworden. Die Errichtung von mehreren Kopfbahnhöfen in verschiedenen Stadtteilen und die Verwendung unterschiedlicher Spurbreiten der Gleise führte bei dem zunehmenden Verkehrsaufkommen zu Problemen. Um die Position Warschaus als Handels- und Verkehrszentrum und damit die Rolle des wiedererstandenen Polens als Nation zu stärken, sollte es nach dem Ersten Weltkrieg zu einer Integration des Warschauer Eisenbahnnetzes kommen.

### Neubau
Die Idee der Errichtung eines Hauptbahnhofs zur Verbindung aller durch den Warschauer Ballungsraum verlaufenden Eisenbahnstrecken entstand bereits gegen Ende des 19. Jahrhunderts. Ein Mangel an finanziellen Mitteln und der Ausbruch des Ersten Weltkrieges verhinderte eine Umsetzung entsprechender Planungen. Nach der Wiedererlangung der Unabhängigkeit Polens beschloss der Sejm im Jahr 1919, Mittel für die Anlage einer Durchmesserlinie sowie zu einem zentralen Großbahnhof bereitzustellen.

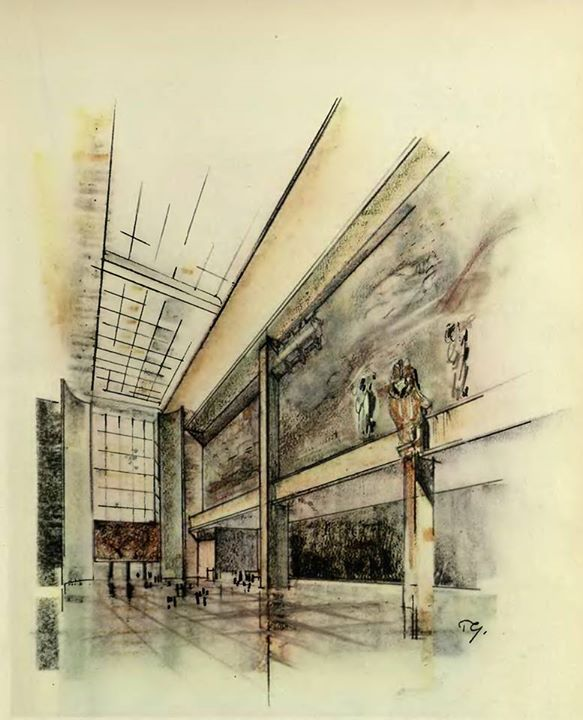
Skizze von 1939 zur Innengestaltung der großen Bahnhofshalle. Aufgrund des Kriegsausbruchs wurde die Innenausstattung nie realisiert

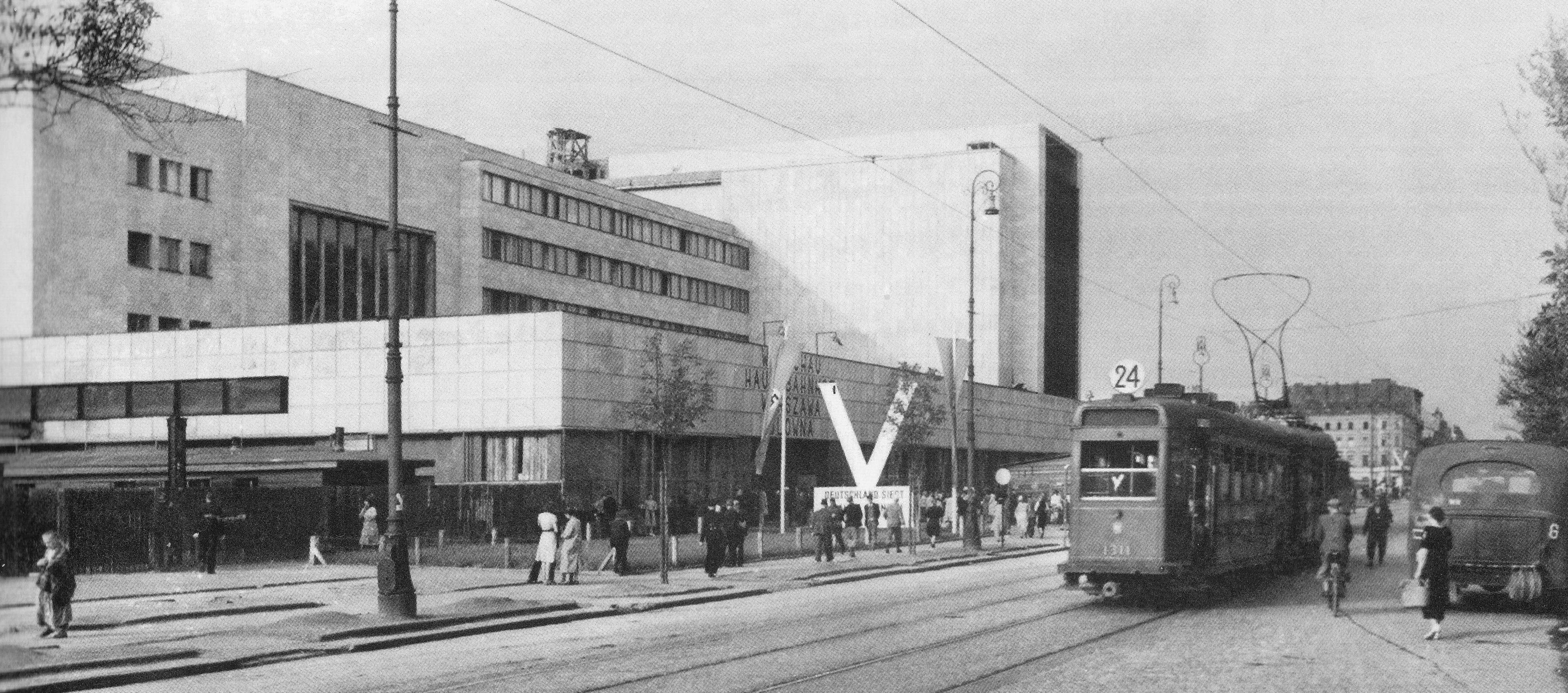
Der Bahnhof im Jahr 1940 in der Zeit der deutschen Besatzung Warschaus. Blick entlang der Aleje Jerozolimskie Richtung Osten. Über dem Eingangsportal ist in Großbuchstaben erkennbar: Warschau Hauptbahnhof · Warsazwa Główna

Etwa an der Stelle des zu errichtenden neuen Bahnhofs stand der in den 1840er Jahren erbaute erste Bahnhof Warschaus, der Kopfbahnhof Dworzec Wiedeński. Da der Schienenverkehr auch während der Bauzeit der neuen Bahnhofsanlage weiter durchgeführt werden sollte, wurde zunächst ein provisorisches Bahnhofsgebäude (Dworzec Centralny Czasowy) errichtet. Den dazu ausgeschriebenen Wettbewerb gewannen die Architekten Tadeusz Zieliński und Maksymilian Bystydzieński. Ihre Vorstellungen wurden in teils abgeänderter Form zwischen 1920/1921 verwirklicht – an der (heute an dieser Stelle nicht mehr existierenden) Ulica Chmielna entstand ein Holzgebäude mit einem Tonnendach und drei überdachten Bahnsteigen. Hier wurde vorwiegend der Regionalverkehr abgefertigt; es wurde 1939 abgerissen.
Auch wenn an der neuen Durchmesserlinie, der Linia Średnicowa, bereits seit 1924 gebaut wurde, verzögerte sich der Baubeginn des neuen Bahnhofs. Nach Problemen bei der Ausschreibung fand der entscheidende Wettbewerb erst 1929 statt. Der Gewinnerentwurf stammte von Czesław Przybylski, dem damaligen Dekan der Fakultät für Architektur an der Technischen Universität Warschau. Sein Entwurf diente als Grundlage für die Entwicklung der endgültigen Version in Zusammenarbeit mit dem Konstrukteur Andrzej Pszenicki. Dem Bau des neuen Bahnhofes ging der Abriss des Westflügels des Dworzec Wiedeński voraus.
1932 begannen die Bauarbeiten am Bahnhof. 1933 konnte der Fahrbetrieb (zunächst mit Dampflokomotiven) auf der Durchmesserlinie aufgenommen werden. Zu diesem Zeitpunkt waren in einer ersten Bauphase die unterirdischen Bahnsteige des neuen Bahnhofs fertiggestellt. Anstelle des zukünftigen Gebäudes wurde zunächst ein temporärer Zugangspavillon für den Personenverkehr errichtet. Dieses einstöckige Holzgebäude mit einer zentralen, sieben Meter hohen Halle bedeckte eine Fläche von 1200 Quadratmetern. Für die Konstruktion wurden vorgefertigte Wandelemente des Herstellers Mastewal verwendet, die aus Holzspännen und Zement bestanden. Das mit leicht geneigtem Satteldach versehene Gebäude verfügte über zwei Zugänge, vier Treppen zu den untenliegenden Bahnsteigen und zwei Gepäckaufzügen. Am 15. Dezember 1936 war auch die Elektrifizierung der durch den Bahnhof und Tunnel verlaufenden Trasse abgeschlossen.
Über den unterirdischen Bahnsteigen wurde ein monumentales Empfangsgebäude mit drei Hallen errichtet. Das Gebäude sollte repräsentativ wirken. Die Fassade wurde im minimalistischen Stil mit Elementen aus dem Art-Deco gestaltet. Die Innenräume sollten mit Fresken, Buntglasfenstern, Skulpturen und Gemälden ausgestattet werden. Im Gegensatz zu dem unterirdischen Teil des Bahnhofs, der mit Stahlbeton konstruiert war, bestand der Überbau des Gebäudekomplexes aus einer genieteten Stahlkonstruktion. Kurz vor seiner Fertigstellung brannte das Gebäude am 6. Juni 1939 teilweise aus; Bauarbeiter hatten ein Feuer verursacht.

### Zweiter Weltkrieg

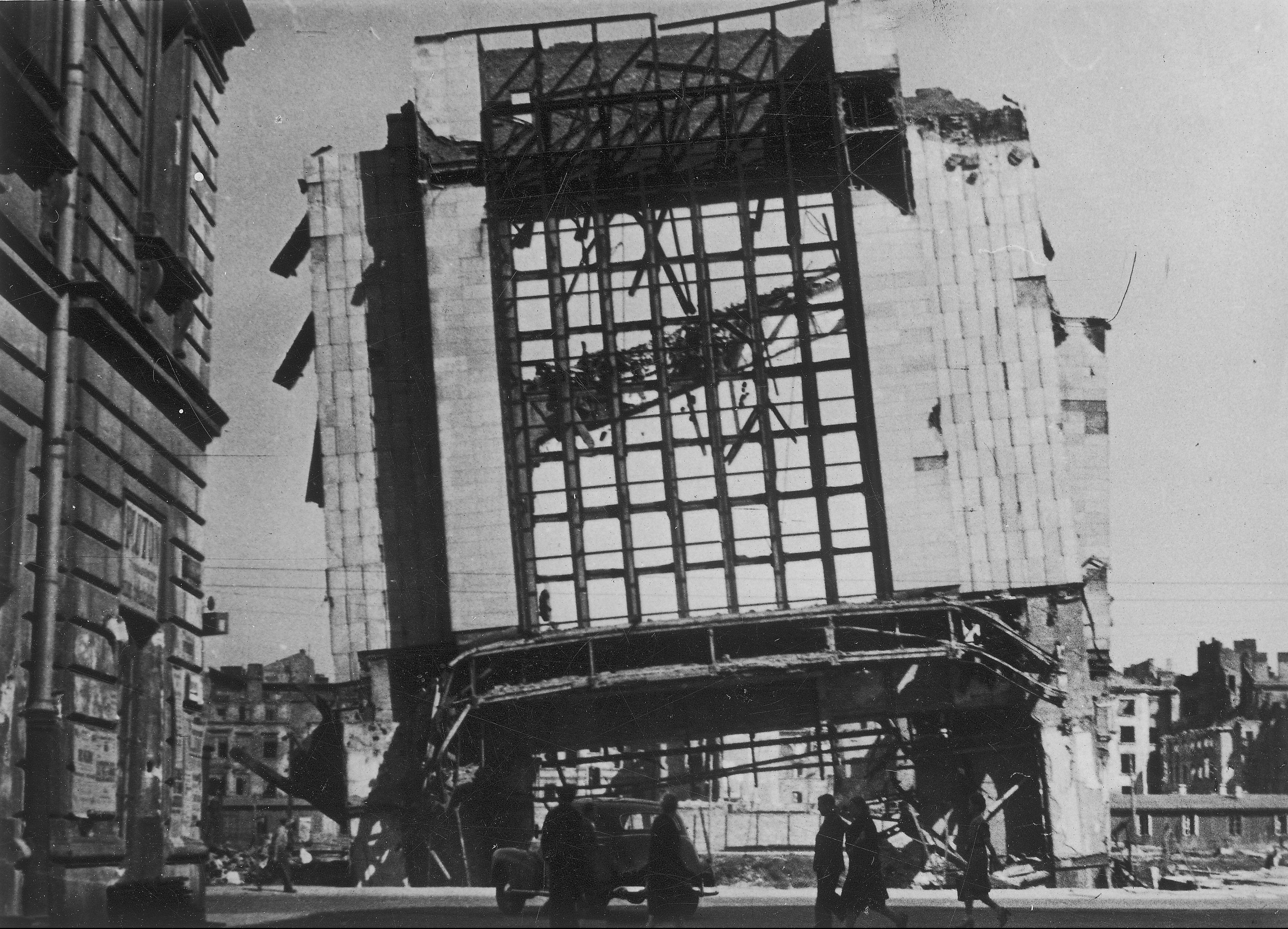

Ein paar Monate später erlitt das Gebäude weitere Schäden während der Bombardierung von Warschau durch die Luftwaffe. Das beschädigte Gebäude wurde in den ersten Wochen der deutschen Besatzungszeit repariert und der Bau zur Nutzungsfähigkeit abgeschlossen und bis zum Ausbruch des Warschauer Aufstands genutzt. Auf dem Bahnhofsvorplatz an der Ulica Marszałkowska entstanden Ankunftsbaracken für deutsche Soldaten; außerdem wurde er als Abstellplatz für deutsche Militärfahrzeuge genutzt.
Im Rahmen des Aufstandes griffen Soldaten der IV. Gruppe „Gurt“ der Polnischen Heimatarmee am 1. August 1944 den Hauptbahnhof an. Der Angriff wurde zurückgeschlagen.  Am nächsten Tag griffen die Aufständischen von der Ulica Chmielna und der Ulica Widok aus erneut an. Nachdem auch dieser Angriff gescheitert war, erfolgte am 3. August ein Vorstoss durch den Eisenbahntunnel, dabei konnten die Angreifer Teile der Waffen- und Munitionsladung eines Zuges erobern. Der Bahnhof selbst blieb in deutscher Hand.
Nach der Niederschlagung des Aufstandes wurde das Gebäude gesprengt, nur Fragmente der Haupthalle blieben als Ruine erhalten. Am 17. Januar 1945 wurde beim Einmarsch polnischer und sowjetischer Truppen auf der Ruine eine polnische Fahne gehisst.

### Nachkriegszeit
Die Ruinen der Station wurden in den 1950er Jahren abgerissen. Der ursprünglich geplante Bau eines neuen Hauptbahnhofs an gleicher Stelle wurde nicht realisiert. Stattdessen wurde hier der noch bestehende Regionalverkehrsbahnhof Warszawa Śródmieście errichtet, dessen Bahnsteige ebenfalls unterirdisch verlaufen.